# Beauchampiella wulferti
Beauchampiella wulferti is een raderdiertjessoort uit de familie Euchlanidae. De wetenschappelijke naam van deze soort is voor het eerst geldig gepubliceerd in 1965 door Hauer.